# Pinky (Film)
Pinky ist ein US-amerikanisches Filmdrama von Elia Kazan aus dem Jahr 1949. Er beruht auf dem Roman Quality von Cid Ricketts Sumner.

## Handlung
Patricia Johnson, genannt Pinky, ist eine hellhäutige Afroamerikanerin. Sie kehrt nach einigen Jahren, in denen sie in Boston Medizin studierte und sich zur Fach-Krankenschwester ausbilden ließ, in ihr Dorf tief im Süden der USA zurück. Im Norden lernte sie den Arzt Dr. Thomas Adams kennen und lieben, der jedoch glaubt, sie sei eine Weiße. Stets nannte sie sich während des Studiums Patricia und verschwieg ihre Herkunft. Sie lebte gleichberechtigt.
In ihrem Heimatdorf lebt sie bei ihrer Großmutter Dicey, die sie aufzog, als ihre Mutter starb. Dicey hat jahrelang hart als Wäscherin gearbeitet, um Pinky ihr Studium zu ermöglichen. Nun erkennt sie, dass ihre Enkelin in der Fremde ihre Herkunft verleugnet hat und ist empört. Pinky wiederum erlebt bereits nach kurzer Zeit den alltäglichen Rassismus. Sie will bei Diceys Nachbarn Jake Geld zurückfordern, das Dicey ihm für Pinky gab und er nicht an sie weiterschickte. Jakes Frau Rozelia fängt Streit mit Pinky an, glaubt sie doch, dass es nicht ihr Geld sei. Die Polizei greift ein, um die „Weiße“ vor den „Schwarzen“ zu schützen. Als Rozelia meint, auch Pinky sei schwarz, werden alle drei mit auf die Wache genommen, obwohl nichts gegen sie vorliegt. Wenig später ist Pinky auf dem Heimweg, als zwei Weiße sie in ihrem Wagen mitnehmen wollen, sei es im Schwarzenviertel doch nicht ungefährlich. Als Pinky erwidert, hier zu wohnen, stellen ihr beide Männer sofort nach. Sie kann fliehen und packt daheim ihre Sachen. Sie will nur noch fort. Ihre Großmutter bittet sie dennoch zu bleiben. Sie hilft bei der 80-jährigen Weißen Miss Em aus, die in einer großen Villa lebt. Miss Em geht es nach einem Herzinfarkt schlecht und Dicey hofft, dass Pinky sie als Krankenschwester pflegen wird. Pinky lehnt ab, wurde sie doch bereits als Kind von Miss Em als Mensch zweiter Klasse behandelt. Dicey berichtet ihr, dass Miss Em sie aufopferungsvoll gepflegt hat, als es ihr sehr schlecht ging. Pinky glaubt nicht, dass Miss Em dies getan habe, erkennt jedoch, dass sie selbst Vorurteile gegen Weiße hat. Sie begibt sich zu Miss Em, die sie um Dicey Willen pflegen wird.
Miss Em begegnet Pinky zunächst mit Misstrauen und demütigt sie. Als sich Pinky ihren Anweisungen verweigert, erleidet Miss Em einen Schwächeanfall. Pinky erkennt, dass Miss Em nicht mehr lange leben wird, und setzt ihre Arbeit als Krankenschwester fort. Sie erwirbt sich nicht nur das Vertrauen und den Respekt von Miss Em, sondern auch von ihrem behandelnden Arzt Dr. Joe McGill. Eines Tages erhält Miss Em Besuch von der Frau ihres Cousins, Melba Wooley. Sie ist auf den Besitz von Miss Em aus und hofft, bald alles erben zu können. Hinter ihrer freundlichen Fassade verbirgt sich Berechnung. Miss Em kann sie nicht ausstehen und lässt Pinky mit ihnen im Raum, um Melba notfalls unter Vortäuschung eines medizinischen Notfalls schnell hinauswerfen zu können. Melba versucht im Gespräch, Miss Em vom Aufsetzen eines Testaments abzuhalten. Miss Em befragt Pinky nach ihrer Meinung und sie erwidert, dass wenn Miss Em ein Testament plane, sie dieses in der nächsten Zeit aufsetzen müsse. Tatsächlich schreibt Miss Em kurz darauf heimlich ihr Testament und lässt es von Joe McGill beglaubigen. Die Anstrengung führt jedoch zu einem weiteren Herzinfarkt, in dessen Folge Miss Em stirbt.
Im Testament vermacht Miss Em Haus und Grundstück Pinky, auf dass sie beides sinnvoll nutze. Joe McGill zweifelt, dass Pinky das Haus tatsächlich erhalten wird, da Melba und ihre Familie das Testament anfechten werden. Auch Thomas Adams, der inzwischen ins Dorf gekommen ist und von Pinky ihre Herkunft erfahren hat, sie aber dennoch heiraten und mit ihr in den Norden ziehen will, rät ihr davon ab, das Erbe anzutreten. Pinky jedoch weiß sich im Recht und will Miss Ems letzten Willen gewahrt sehen. Sie holt sich in Richter Walker, der mit ihrer Großmutter befreundet ist, rechtlichen Beistand. Der Prozess beginnt, an dem auch Thomas als Zuschauer teilnimmt. Die Anklage versucht mit allen Mitteln, Pinkys Glaubwürdigkeit infrage zu stellen, behauptet, Miss Em habe das Testament unter Medikamenteneinfluss geschrieben und sei von Pinky dazu genötigt worden. Joe McGill wird als einziger Zeuge der Verteidigung nicht zugelassen, weil er aufgrund eines medizinischen Notfalls nicht rechtzeitig im Gericht sein kann und eine Vertagung des Falls abgelehnt wird. Dennoch wird das Testament als rechtskräftig angesehen und Pinky erbt Haus und Hof. Die Stimmung im Dorf wendet sich nun endgültig gegen sie. Thomas will, dass Pinky Haus und Grundstück verkauft, so dass sie finanziell von ihm unabhängig wird und somit in der Ehe nicht auf ihn angewiesen ist. Pinky jedoch glaubt nicht, dass Miss Em das mit ihrem letzten Willen meinte. Sie überlegt, was sie mit sinnvollem Nutzen des Hauses gemeint haben könnte. Einige Zeit später ist aus Miss Ems Villa Miss Em’s Clinic and Nursery School geworden, in der schwarze Schwestern ausgebildet und Kinder ärztlich versorgt werden. Pinky ist sich sicher, nach Miss Ems letztem Willen richtig und gut gehandelt zu haben.

## Produktion
Die Dreharbeiten zu Pinky begannen im März 1949 unter der Regie von John Ford, der jedoch bereits nach einer Woche aus gesundheitlichen Gründen durch Elia Kazan ersetzt wurde. Kazan drehte durch Ford bereits gefilmte Szenen neu und begründete dies damit, dass er nicht einmal versuchen konnte, im Stil John Fords zu drehen. Die Dreharbeiten endeten am 23. Mai 1949. Pinky erlebte am 29. September 1949 in New York City seine Premiere. „‚Pinky‘ heißt der erfolgreichste Film des Jahres, der in New York und anderen amerikanischen Großstädten zum Press-, Kassen- und Publikumserfolg wurde“, konstatierte Der Spiegel im Dezember 1949.

## Kritik
Die New York Times nannte den Film „anschaulich, enthüllend und packend“ („vivid, revealing and emotionally intense“). Zwar wurde er als zeitweilig stereotyp kritisiert, belasse es der Film doch dabei, Grausamkeiten und Ungerechtigkeiten gegenüber Schwarzen herauszustellen. Dies jedoch schaffe er auf bewegende und verstörende Art, wofür man den Machern des Films dankbar sein müsse.

## Auszeichnungen
Pinky wurde 1950 für drei Oscars nominiert: Jeanne Crain wurde in der Kategorie „Beste Hauptdarstellerin“ nominiert, während Ethel Waters und Ethel Barrymore je eine Nominierung in der Kategorie „Beste Nebendarstellerin“ erhielten. Ebenfalls 1950 erhielten Philip Dunne und Dudley Nichols eine Nominierung für den WGA Award/The Robert Meltzer Award der Writers Guild of America.